# أنطونيو موراي
أنطونيو موراي (بالإنجليزية: Antonio Murray)‏ (15 سبتمبر 1984 بكامبريج في المملكة المتحدة - ) هو لاعب كرة قدم بريطاني في مركز الهجوم. لعب مع إيبسويتش تاون وكامبريدج يونايتد ونادي هيبرنيان وHiston F.C. ‏ ونادي تشيلمسفورد وBrisbane City FC ‏.

## وصلات خارجية
- أنطونيو موراي على موقع قاعدة بيانات كرة القدم.إي يو (الإنجليزية)
- أنطونيو موراي على موقع Soccerbase.com (لاعب) (الإنجليزية)